# Cavedago
Cavedago là một đô thị tại tỉnh Trento trong vùng Trentino-Alto Adige/Südtirol, có vị trí khoảng 14 km về phía tây bắc của Trento. Tại thời điểm ngày 31 tháng 12 năm 2004, đô thị này có dân số 507 người và diện tích là 10,0 km².
Cavedago giáp các đô thị: Spormaggiore, Fai della Paganella, Molveno, and Andalo.